# Umbrina canariensis
Umbrina canariensis är en fiskart som beskrevs av Valenciennes, 1843. Umbrina canariensis ingår i släktet Umbrina och familjen havsgösfiskar. Inga underarter finns listade i Catalogue of Life.

## Bildgalleri

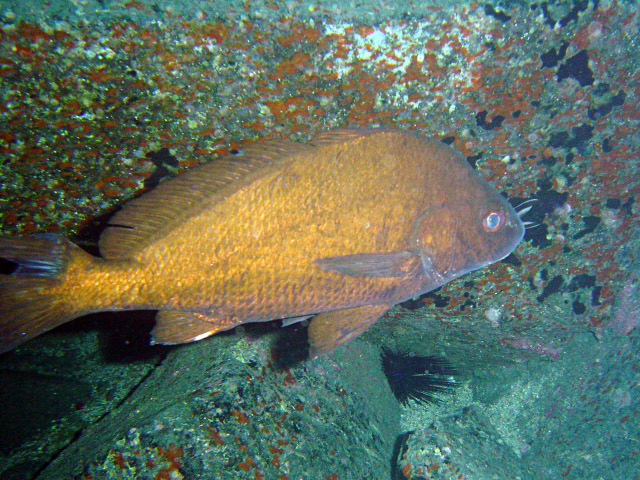